# Fontenelle (Aisne)
Fontenelle település Franciaországban, Aisne megyében. Lakosainak száma 289 fő (2022. január 1.). Fontenelle Le Nouvion-en-Thiérache, Papleux, Cartignies, Floyon és Beaurepaire-sur-Sambre községekkel határos.

## Népesség
A település népességének változása:
| Lakosok száma | 436  | 317  | 265  | 279  | 272  | 271  | 277  | 281  | 288  | 289  |
|               | 1968 | 1982 | 1990 | 2006 | 2013 | 2015 | 2017 | 2019 | 2020 | 2022 |